# Gemelliporidra colombiensis
Gemelliporidra colombiensis är en mossdjursart som beskrevs av Osburn 1952. Gemelliporidra colombiensis ingår i släktet Gemelliporidra och familjen Hippaliosinidae. Inga underarter finns listade i Catalogue of Life.